# Dactylocladius aurantiacus
Dactylocladius aurantiacus är en tvåvingeart som först beskrevs av Jean-Jacques Kieffer 1922.  Dactylocladius aurantiacus ingår i släktet Dactylocladius och familjen fjädermyggor. Inga underarter finns listade i Catalogue of Life.